# La Becque
La Becque is een gehucht in het Franse departement Nord. Het ligt in de gemeente Avelin. Het ligt een anderhalve kilometer ten zuidzuidwesten van het dorpscentrum van Avelin, nabij de grens met Attiches. Het is een landelijk gehucht met enkele boerderijen. In de voormalige heerlijkheid is een oude hoeve bewaard, gedateerd in de 17de eeuw.